# Stratmoor
Stratmoor és una concentració de població designada pel cens dels Estats Units a l'estat de Colorado. Segons el cens del 2000 tenia 6.650 habitants.

## Demografia
Segons el cens del 2000, Stratmoor tenia 6.650 habitants, 2.209 habitatges, i 1.705 famílies. La densitat de població era de 882,3 habitants per km².
Dels 2.209 habitatges en un 42% hi vivien nens de menys de 18 anys, en un 54,3% hi vivien parelles casades, en un 17,8% dones solteres, i en un 22,8% no eren unitats familiars. En el 15,9% dels habitatges hi vivien persones soles el 4,8% de les quals corresponia a persones de 65 anys o més que vivien soles. El nombre mitjà de persones vivint en cada habitatge era de 2,97 i el nombre mitjà de persones que vivien en cada família era de 3,27.
Per edats la població es repartia de la següent manera: un 32,6% tenia menys de 18 anys, un 9,7% entre 18 i 24, un 32,5% entre 25 i 44, un 16,5% de 45 a 60 i un 8,8% 65 anys o més.
L'edat mediana era de 30 anys. Per cada 100 dones de 18 o més anys hi havia 94,7 homes.
La renda mediana per habitatge era de 37.662 $ i la renda mediana per família de 39.145 $. Els homes tenien una renda mediana de 26.514 $ mentre que les dones 22.463 $. La renda per capita de la població era de 14.776 $. Entorn del 9,8% de les famílies i el 12% de la població estaven per davall del llindar de pobresa.

## Poblacions més properes
El següent diagrama mostra les poblacions més properes.